# Jose Yap
Jose V. Yap (* 16. Januar 1929; † 1. März 2010) war ein philippinischer Politiker.

## Leben
Yap studierte nach dem Schulbesuch Rechtswissenschaften an der Manuel L.Quezon University und schloss dieses Studium 1951 mit einem Bachelor of Laws (LL.B.) ab. Nach seiner Zulassung bei der philippinischen Rechtsanwaltskammer (Philippine Bar) am 26. Februar 1952 war er als Rechtsanwalt tätig. Kurz darauf begann er seine politische Laufbahn zunächst in der Kommunalpolitik als Bürgermeister der Stadtgemeinde (Municipality) Victoria von 1952 bis 1955.
Yap wurde 1963 zunächst Unterstaatssekretär im Ministerium für Allgemeine Dienste (Department of General Services) in der Regierung von Präsident Diosdado Macapagal. Danach war er von 1964 bis 1965 Stellvertretender Gouverneur der Grundstücksbehörde (Land Authority) der Philippinen. 
1965 wurde er erstmals zum Abgeordneten des Repräsentantenhauses der Philippinen gewählt, dem er bis zur Verhängung des Kriegsrechts durch Präsident Ferdinand Marcos 1972 angehörte. 
Nach dem Ende der Marcos-Diktatur war er von 1986 bis 1987 Verwaltungsdirektor (Administrator) der Wasserwerke und Abwasserbeseitigungsanlagen von Metro Manila (Metropolitan Waterworks and Sewerage System). Zwischen 1987 und 1998 war er erneut Abgeordneter des Repräsentantenhauses. Danach war er von 1998 bis 2007 Gouverneur der Provinz Tarlac.
Bei der Wahl zum Repräsentantenhaus der Philippinen 2007 wurde Yap wiederum Abgeordneter des Repräsentantenhauses und vertrat dort als Mitglied der Lakas CMD (Lakas-Kabalikat ng Malayang Pilipino-Christian Muslim Democrats) die Interessen des Wahlbezirks II Tarlac 2nd District. Er wurde damit Nachfolger von Benigno Aquino III. Im 14. Kongress war er Stellvertretender Vorsitzender der Ausschüsse für Gefährliche Drogen, Nationale Verteidigung und Sicherheit sowie Frieden, Versöhnung und Einigkeit. Außerdem war er als Vertreter der parlamentarischen Mehrheit Mitglied der Ausschüsse für Landwirtschaft und Ernährung, Enteignungen, Bodenumwandlung, Energie, Glücksspiel und Vergnügungen sowie Verkehr.
Nach seinem Tod am 1. März 2010 wurde seine Tochter Susan Yap bei der Wahl 2010 zur Abgeordneten im Wahlbezirk Tarlac 2nd District. Sein jüngerer Sohn Victor Yap ist seit 2007 sein Nachfolger als Gouverneur von Tarlac, während sein älterer Jose Yap, Jr., Bürgermeister von San Jose ist.